# Lisa Månsson
Lisa Eva Elisabeth Månsson, tidigare Elisabeth Torstensson, född 10 juli 1976, är en svensk medicinvetare och museiman.
Lisa Månsson utbildade sig från 1996 i biomedicin på Uppsala universitet med en magisterexamen 2000. Hon disputerade 2007 vid Karolinska institutet i Stockholm på en avhandling i infektionsbiologi och bedrev därefter postdoktoral forskning vid University of British Columbia i Vancouver, Kanada åren 2007–2010.
Hon var 2010–2015 anställd på Tom Tits experiment i Södertälje, bland annat som utställnings- och programchef 2013–2015 samt under 2015 tillförordnad VD. 
I oktober 2015 blev Lisa Månsson chef för Vasamuseet i Stockholm. Sommaren 2020 gick hon över till Naturhistoriska riksmuseet som avdelningschef med ansvar för museiverksamheten. I november 2021 tillträdde hon som överintendent och chef för Naturhistoriska riksmuseet.